# ازدواج همجنس در نیوهمپشر
ازدواج همجنس‌گرایان در ایالت نیوهمپشر از ۳ ژوئن ۲۰۰۹ قانونی و از ۱ ژانویه ۲۰۱۰ اجرا شد.
ایالت نیوهمپشر پس از ماساچوست، کنتیکت، مین، ورمانت و آیووا ششمین ایالت آمریکا بود که ازدواج همجنس‌گرایان را قانونی اعلام کرد. در آن زمان از میان شش ایالت نیوانگلند آمریکا تنها رود آیلند ازدواج همجنس‌گرایان را قانونی نکرده بود.

## تاریخچه
پیش از قانونی شدن ازدواج همجنس‌گرایان، از ۱ ژانویه ۲۰۰۸ امکان اتحاد مدنی برای زوج‌های همجنس‌گرا در ایالت نیوهمپشر وجود داشت.
قانون ازدواج همجنس‌گرایان در تاریخ ۳ ژوئن ۲۰۰۹ توسط مجلس سنای نیوهمپشر و با رأی ۱۴ به ۱۰ تأیید و یک ساعت بعد توسط جان لینچ، فرماندار دموکرات نیوهمپشر، در حالی که توسط مدافعان حقوق همجنس‌گرایان احاطه شده بود، امضا شد.
جان لینچ که خود با قانونی شدن ازدواج همجنس‌گرایان مخالف بود پس از امضای این قانون گفت: «امروز ما با روشن کردن اینکه زوج‌های همجنس تحت قانون نیوهمپشر، حقوق، مسئولیت‌ها و احترام یکسانی دریافت خواهند کرد، برای آزادی آنان می‌ایستیم.»
قانون ازدواج همجنس‌گرایان از ۱ ژانویه ۲۰۱۰ در ایالت نیوهمپشر اجرا شد. همچنین از ۱ ژانویه ۲۰۱۱ تمام اتحادهای مدنی که تا آن زمان انجام شده بود به طور خودکار به صورت ازدواج در نظر گرفته شد.

## شرایط
در قانون ازدواج همجنس‌گرایان ایالت نیوهمپشر شرایطی برای مؤسسات مذهبی پیش‌بینی شده است که بر طبق آن مؤسسات و گروه‌های مذهبی بر آموزه‌ها، عقاید، سیاست‌ها و روند آموزشی خود کنترل انحصاری خواهند داشت و سازمان‌های مرتبط با کلیسا که خدمات خیریه و آموزشی عرضه می‌کنند، از ارائه بیمه یا خدمات دیگر به همسران همجنس کارکنان خود معاف خواهند بود.
ایالت نیوهمپشر همچنین اتحاد مدنی و ازدواج همجنس‌گرایان را که در سایر ایالت‌های آمریکا و به طور قانونی انجام شده‌اند به رسمیت می‌شناسد.